# Hugo Higueras
Hugo Higueras Ureta var en peruviansk fægter som deltog i de olympiske lege 1948 i den individuelle konkurrence i fleuret.